# Dation en paiement
Die Dation en paiement (jur. dt.: Leistung an Erfüllungs statt) ist ein Verfahren, das es französischen Steuerzahlern ermöglicht, Kunstwerke und andere wertvolle Gegenstände dem Staat zu überlassen, um damit ihre Steuerschulden zu begleichen. Diese Praxis hat dazu geführt, dass zahlreiche bedeutende Kunstwerke in den Besitz des französischen Staates übergegangen sind und häufig in nationalen Museen ausgestellt werden.
Die Regelung gilt für die Erbschaftssteuer, nicht aber für die Einkommensteuer. Sie wurde 1968 von André Malraux eingeführt und in die französische Abgabenordnung (Code général des impôts) aufgenommen. Ursprünglich betraf sie nur „Kunstwerke, Bücher, Sammlungsstücke oder Dokumente von hohem künstlerischem oder historischem Wert“. Sie ist eines der wichtigsten Mittel zur Bereicherung öffentlicher Sammlungen.
Die Dation en paiement wurde beispielsweise auf die Nachlässe von Marc Chagall, Henri Matisse und Pablo Picasso angewandt. Nach dem Tod von Pablo Picasso im Jahr 1973 erhielt der französische Staat eine bedeutende Sammlung seiner Werke. Diese Sammlung bildet den Grundstock des Musée Picasso in Paris. Sie umfasst Gemälde, Skulpturen, Keramiken und Zeichnungen von Picasso.
Analog zur Dation en paiement gibt es im englischen Steuerrecht die Acceptance in Lieu (AiL).

## Rechtsquelle
- Loi n° 68-1251 du 31 décembre 1968 tendant à favoriser la conservation du patrimoine artistique national Republique Française, Légifrance